# Arias Calvo
Arias Calvo (m. 1151) foi um nobre galego que viveu na região de Ourense no século XII, provavelmente em Castela de Ourense, atualmente Ribeiro de Avia na comarca de Ribadavia. Não é conhecida ou sua filiação ou o nome da sua esposa. Foi o genearca da linhagem Limia ou Lima.
Aparece pela primeira vez em documentos em 24 de outubro de 1125 assinando um diploma do rei Afonso VII de Leão e Castela. Depois, confirmou outros oito documentos reais até abril 1151, ano da sua última aparição. Confirmou com seu nome adicionando um título: em 1147 quando assina um documento como Arias Caluus tenens Limiam, em outra ocasião em 1150 onde especifica Arias Calbus de Castella de Buual (Rivadavia), e em 22 e 23 de Março 1150 quando confirmou documentos do rei Afonso VII como Arias Caluu de Gallecia. Governou as tenências de Limia e Ribadavia em Galiza.

## Descendência
Arias Calvo foi o pai de:

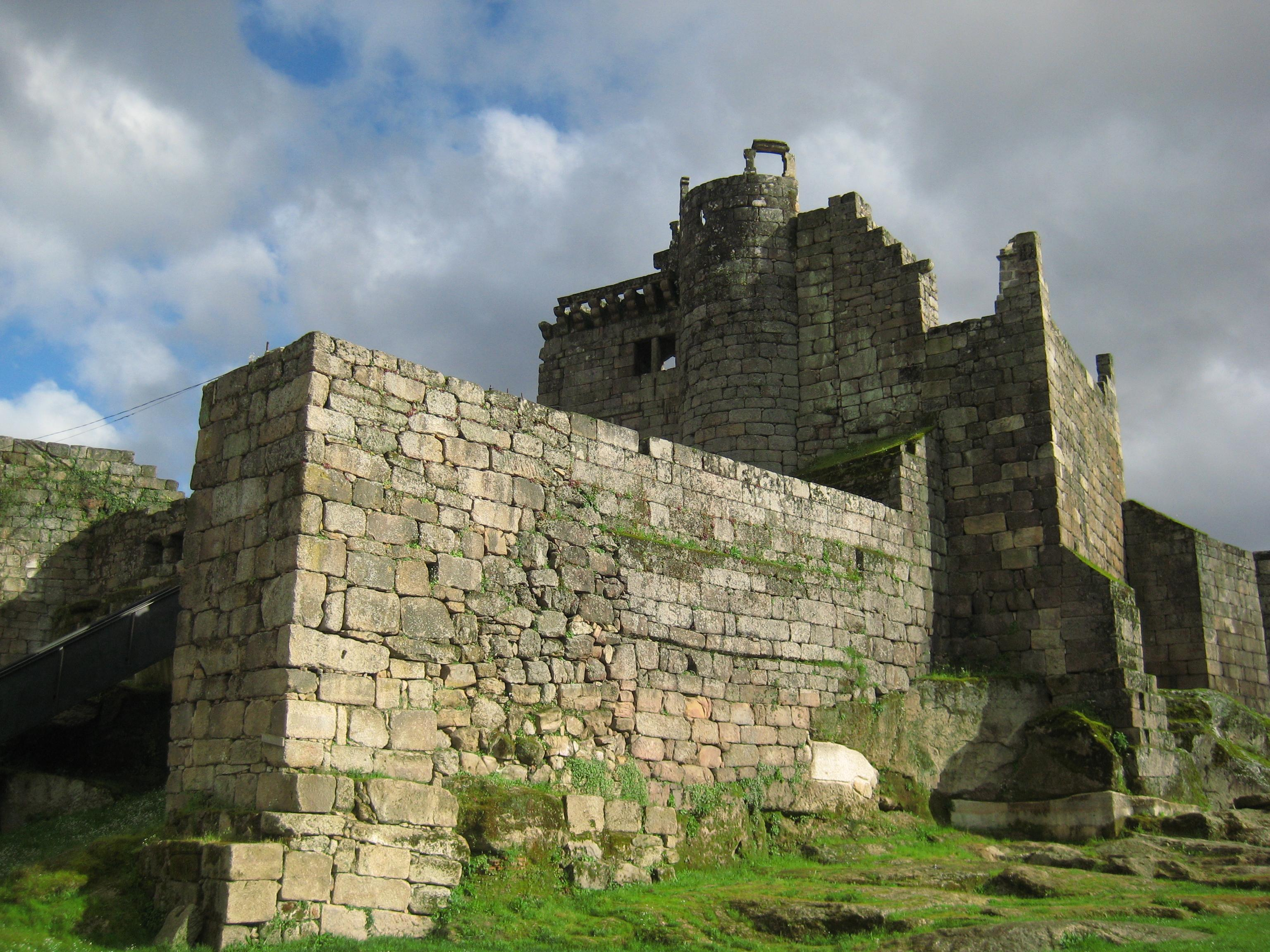
Castelo de Ribadavia

- João Arias (falecido antes de março de 1191),[6] personagem proemiente no Reino de Leão, foi alferes  do rei Fernando II de Leão,[7] tenente de Castrelo de Veiga, o burgo de Ribadavia, chamado Boubou na época, Toronho, e Galiza.[6] Casou com Urraca Fernandes de Trava (m. 1199), filha do conde Fernão Peres de Trava[6] e de sua esposa a condesa Sancha Gonçalves[8][9] e foram os aios do infante Afonso, depois Afonso IX de Leão.[10] Urraca já era viúva em 1191 quando visitou Oviedo e fez doações ao Mosteiro de San Pelayo.[11]

- Pedro Arias, casou com Ildoara Fernandes e, em segundas núpcias, com Constança Osorio, filha do conde Osório Martínez.[12]

- Fernando Arias (falecido cerca de 1204), também chamado Fernando Aires Batissela,[6] casou com Teresa Bermudes de Trava, filha do conde Bermudo Peres de Trava e da infanta Urraca Henriques.[13][14][2] A 24 de Outubro de 1181, o rei  Fernando II confirmou à Catedral de Ourense a doação feita por Fernando Arias, filius Arie Calui, e a sua esposa Teresa Vermúdez.[1][15]

## Nota
O historiador Martins Ferreira propõe, como hipótese, que Arias Calvo e Aires Nunes de Valadares, dado como tronco dos Valadares, sejam a mesma pessoa e filho do conde Nuno Vasques de Celanova, sem no entanto ser possível desmentir ou confirmar inteiramente esta hipótese.